# 大唐新语
《大唐新语》，又名《大唐世说新语》，笔记小说，唐代劉肅编撰，共13卷。
《大唐新語》約元和初年成書，体裁仿效《世说新语》，分匡贊﹑規諫﹑極諫﹑剛正﹑公直﹑清廉﹑持法﹑政能﹑忠烈﹑節義﹑孝行﹑友悌﹑舉賢﹑識量﹑容恕﹑知微﹑聰敏﹑文章﹑著述﹑從善﹑諛佞﹑釐革﹑隱逸﹑褒錫﹑懲戒﹑勸勵﹑酷忍﹑諧謔﹑記異﹑郊禪等三十門，前有自序，後有總論一篇。此書记载唐初至大历末年士大夫的政治生活、著作活动等，可補兩《唐書》之不足。
明代馮夢禎、俞安期等因與李垕《續世說》偽本合刻，遂改名為《唐世說新語》。1984年中華書局出版許德楠﹑李鼎霞點校本。